# Ruta 316 (Costa Rica)
La Ruta 316, oficialmente Ruta Nacional Terciaria 316, es una ruta nacional de Costa Rica ubicada en la provincia de San José.

## Descripción
En la provincia de San José, la ruta atraviesa el cantón de Puriscal (el distrito de San Antonio), el cantón de Mora (el distrito de Piedras Negras).